# Phaeolejeunea amicorum
Phaeolejeunea amicorum är en bladmossart som först beskrevs av Hürl., och fick sitt nu gällande namn av Tamás Pócs. Phaeolejeunea amicorum ingår i släktet Phaeolejeunea och familjen Lejeuneaceae. Inga underarter finns listade i Catalogue of Life.